# Pachygnathesis squamata
Pachygnathesis squamata là một loài bướm đêm trong họ Noctuidae.